# Gordian al III-lea
Marcus Antonius Gordianus Pius (n. 20 ianuarie 225 d.Hr., Roma, Imperiul Roman – d. 11 februarie 244 d.Hr., Circesium⁠(d), Siria), cunoscut sub numele de Gordian al III-lea, a fost un împărat roman între 238 - 244. El a fost fiul Antoniei Gordiana și al unui senator al cărui nume nu este cunoscut (a decedat înainte de 238).
În anii 242-244, el a luptat pe frontiera cu Dunărea, apoi a declarat o campanie împotriva Imperiului Sasanid, în timpul căreia a murit în Mesopotamia.

## Ascensiune
După asasinarea lui Alexandru Sever, în 235, împărat roman a ajuns Maximin Tracul. Ca răspuns la această rebeliune, Gordian I, loial lui Sever, s-a declarat împărat în 238. Chiar dacă și Gordian I și fiul său, Gordian al II-lea, au murit doar după o lună de domnie, Marcus Antonius Gordianus Pius - nepotul lui Gordian I -, pe atunci în vârstă de doar 13 ani, a devenit popular în rândul poporului, cu ajutorul mamei sale, Antonia Gordiana.
Senatul, după moartea lui Gordian I, i-a pus pe tronul Romei pe Pupienus și pe Balbinus. Aceștia nu erau foarte populari și astfel, Gordian al III-lea a fost ridicat la rangul de Caesar (co-împărat). După înfrângerea lui Maximin Tracul, Pupienus și Balbinus au fost asasinați, iar Gordian al III-lea a devenit împărat, pe 29 iulie 238.

## Domnie

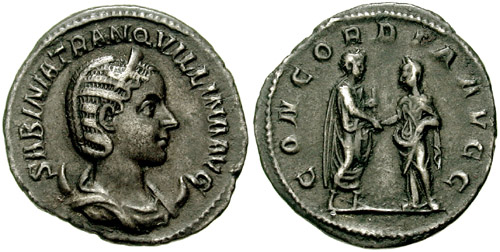
Monedă celebrând căsătoria dintre Gordian III şi Tranquillina, Augusta

Pe timpul domniei micului Gordian, familiile nobiliare au condus, de fapt, imperiul. Sabinianus, în 240, s-a revoltat în Africa de vest și s-a declarat împărat. Însă el a fost repede înfrânt de guvernatorul Mauretaniei.
În 241, Gordian al III-lea l-a făcut pe Timesitheus, un politician abil, prefect al gărzii pretorienilor. De aici înainte, Timesitheus a cârmuit de fapt Imperiul, Gordian fiind și minor. În mai 241, Gordian s-a căsătorit cu fiica prefectului, Tranquillina, care a primit titlul de Augusta.
În acea perioadă, germanicii atacau necontenit granița romană de pe Rin și Dunăre, iar perșii sasanizi atacau provinciile asiatice. Când Shapur I al perșilor a atacat și cucerit provincia Mesopotamia, Gordian a deschis pentru ultima oară în istoria romană ușile Templului lui Ianus (asta însemna că era război) și a trimis o armată imensă sub comanda lui Timesitheus către est. Perșii au fost înfrânți în Bătălia de la Resaena (243), iar teritoriile pierdute au fost recucerite. Pe când Gordian plănuia o campanie de și mai mare aploare împotriva Persiei, Timesitheus s-a înbolnăvit și a murit. Astfel, campania a fost anulată.
Timesitheus a fost înlocuit în funcția de prefect de către Filip Arabul, un sirian ambițios. Acesta a pornit împotriva Persiei în 244, dar a fost înfrânt în bătălia de la Misiche (azi Fallujah, Irak). După bătălie, este probabil ca Filip să-l fi ucis pe Gordian la Zaitha, pe malul Eufratului. Dar cauza morții lui Gordian III nu este sigură și este disputată și acum de istorici.
Gordian a fost zeificat după moarte de către Senat, pentru că acesta se temea de o posibilă revoltă a poporului.
1. ↑  Czech National Authority Database, accesat în 29 ianuarie 2023